# Piedra libre (película)
Piedra libre es una película argentina dirigida por Leopoldo Torre Nilsson, escrita junto a Rodolfo Mórtola, basada en un cuento de Beatriz Guido y protagonizada por Marilina Ross y Juan José Camero. La misma se estrenó el 16 de septiembre de 1976 y sería la última que Torre Nilsson dirigiría y completaría en su carrera, antes de fallecer en 1978. Fue la última película en que actuó Mecha Ortiz.

## Elenco
| Personaje                 | Actor o actriz           |
| ------------------------- | ------------------------ |
| Eugenia Alonso            | Marilina Ross            |
| Ezequiel Labourdé         | Juan José Camero         |
| Amalia Pradere            | Luisina Brando (Amalita) |
| Amalia Pradere            | Mecha Ortiz (de grande)  |
| Mercedes Alonso           | Flora Steinberg          |
| Vicente                   | Enrique Alonso           |
| Plácido Alonso            | Francisco de Paula       |
| Esposa de Vicente         | Adriana Parets           |
| Carancho                  | Jorge Petraglia          |
| Tío Tordo                 | Walter Soubrié           |
| Rodrigo[cita requerida]   | Jorge Povarché           |
| Sebastián[cita requerida] | Mario Nervi              |
| Sacerdote[cita requerida] | Jorge Bonino             |

También participaron los actores Inés Murray, Lilian Riera, Cecilia Cenci, Evangelina Massoni, Víctor Prozapas, Javier Torre, Rosalba Villari, Mario Bertone, Fernando Madanes, Osvaldo De Marco y Natán Solans.